# Kenneth Rose
Kenneth David Rose (21 juni 1949, Newark, New Jersey) is een Amerikaanse paleontoloog en gespecialiseerd in zoogdieren uit het Eoceen. 

## Studie
Rose rondde in 1972 zijn bachelorstudie Geologie & Geofysica met als aandachtsgebied paleobiologie af aan de Yale University, gevolgd door zijn masterstudie in geologische wetenschappen aan de Harvard University tot 1974. In 1979 behaalde Rose zijn doctorstitel op het gebied van paleontologie van gewervelden aan de University of Michigan.

## Werkterrein
Rose verricht wetenschappelijk onderzoek voor het Smithsonian National Museum of Natural History. In 1980 ging hij werken bij de medische faculteit van de Johns Hopkins University, waar hij in 1990 een aanstelling als professor in functionele anatomie en evolutie kreeg. Het aandachtsgebied van Rose omvat zich op de systematiek, evolutie, biogeografie en functionele anatomie van zoogdieren uit het eerste deel van het Kenozoïcum. Veel publicaties van Rose behandelen fossiele vondsten uit de Willwood-formatie en de Green River-formatie. In 2007 heeft hij ook diverse studies naar zoogdieren uit het Eoceen van India gepubliceerd.
- Bibliothèque nationale de France: cb12416645d (data)
- Gemeinsame Normdatei: 132277107
- International Standard Name Identifier: 0000 0001 1005 1336
- Library of Congress Control Number: n79093122
- Nationale Bibliotheek van Tsjechië: jx20050530010
- Nationale Bibliotheek van Israël: 987007421962205171
- Nederlandse Thesaurus van Auteursnamen: 29652753X
- Système universitaire de documentation: 091559723
- Virtual International Authority File: 111783803
- WorldCat: E39PBJv8Kcx9QdVxDGPcWhjQv3